# Arnulf Thiede
Arnulf Thiede (* 20. August 1942 in Berlin) ist ein deutscher Chirurg und pensionierter Professor für Chirurgie.

## Leben
Arnulf „Ulf“ Thiede ist der Sohn einer aus Wien stammenden promovierten Nationalökonomin und Nichte des Zürcher Chirurgen Paul Clairmont und eines aus Kiel stammenden Professors für Nationalökonomie. Sein etwas älterer Bruder ist der Meeresgeologe und Polarforscher Jörn Thiede.
Arnulf Thiede begann, inspiriert auch vom Rat seiner Mutter, an der Christian-Albrechts-Universität zu Kiel Medizin zu studieren und wurde 1963 im Corps Holsatia aktiv. 1965 wechselte er an die Johann Wolfgang Goethe-Universität Frankfurt am Main, wo er sich auch dem Corps Franconia Jena anschloss.
Schließlich ging er an die Eberhard Karls Universität Tübingen und die Freie Universität Berlin. Nach dem Staatsexamen 1967 und der (damals noch zweijährigen) Medizinalassistentenzeit wurde er 1971 in Kiel mit einer im klinischen Teil des Studiums bei dem (Transplantations-)Immunologen Müller-Ruchholtz begonnenen experimentellen Doktorarbeit promoviert. Thiedes chirurgische Ausbildung begann 1970 in der Chirurgischen Universitätsklinik Kiel unter Alexander Bernhard (kardiovaskuläre Chirurgie). Darauf folgte bis 1975/1976 seine Facharztausbildung in der Allgemein- und Unfallchirurgie bei Berthold Löhr und Dieter Havemann. Wissenschaftlich engagierte er sich u. a. im Sonderforschungsbereich 111 der DFG. Ausbildungen in der Mikrochirurgie an Kleintieren und der Organtransplantation an Ratten erhielt er 1975 bei Sun Lee in San Diego, Erfahrungen in der Leberchirurgie und klinischen Transplantation unter anderem von Niere und Leber erwarb er unter anderem 1979 und 1980 bei Thomas E. Starzl in Denver und Pittsburg. Mit einer Arbeit aus der experimentellen Transplantationsforschung (zum Einfluss immunogenetischer Differenzen auf allogene Gefäßtransplantate bei Inzuchtratten) habilitierte er sich 1976. Im Jahr 1979 gründete Thiede mit dem Nierenspezialisten W. Niedermayer das klinische Transplantationszentrum für Organtransplantation in Kiel. Unter Löhrs Nachfolger ab 1979 Horst Hamelmann wurde er 1985 stellvertretender Klinikdirektor bis Ende 1987. 1988 wurde Thiede Chefarzt für Chirurgie im Friedrich-Ebert-Krankenhaus in Neumünster (Lehrkrankenhaus der Universität Kiel). Im Jahr 1991 auf den chirurgischen Lehrstuhl der Julius-Maximilians-Universität berufen, leitete er als Nachfolger von Ernst Kern in Würzburg die Chirurgische Klinik und Poliklinik I bis zu seiner Emeritierung im August 2008. Thiede war fast zehn Jahre lang Präsident der Coloplast-Stiftung.
Im Jahr 1968 gründete er eine Familie, aus der eine Tochter und drei Söhne hervorgingen.

## Ehrungen
- Vorsitzender der Strategiekommission für Krankenhausstrukturen der Deutschen Gesellschaft für Chirurgie (2005)
- Langenbeck-Preis der Deutschen Gesellschaft für Chirurgie (1976)
- Ehrenmitglied der Vereinigung Bayerischer Chirurgen
- Gastprofessur der Jichi-Universität, Japan, mit Eberhard Deltz (Stipendium der japanischen Gesellschaft für Chirurgie von Yoshiki Hiki, Tokyo)[7]
- Dr. h. c. und Professor h. c. der Universität Curitiba, Brasilien (2004)[8]

## Veröffentlichungen (Auswahl)
- als Hrsg. mit Eberhard Deltz, Rainer Engemann und Horst Hamelmann: Microsurgical Models in Rats for Transplantation Research. Berlin / Heidelberg / New York / Tokyo 1985, ISBN 978-3-642-61657-0.
- Standards in der Viszerosynthese. Springer, Berlin 1994.
- mit Rainer Engemann und René Holzheimer: Immunology and Its Impact in Infections in Surgery. Springer-Verlag, Berlin/Heidelberg 1995.
- mit Karl-Hermann Fuchs und Hubert J. Stein: Gastrointestinale Funktionsstörungen. Diagnose, Operationsindikation, Therapie. Berlin / Heidelberg / New York 1997
- mit Wolfgang Timmermann, Heinz-Jochen Gassel, Karin Ulrichs und Robert Zhong: Organtransplantation in Rats and Mice. Microsurgical Techniques and Immunological Principles. Berlin / Heidelberg / New York 1998.
- mit Yoshiki Hiki und Gundolf Keil: Philipp Franz von Siebold and His Era. Prerequisites, Developments, Consequences and Perspectives. Springer, Berlin / Heidelberg / New York 1999.
- als Hrsg. mit Norbert Roewer, Olaf Elert, Hubertus Riedmiller und Christoph Weißer: Chronik und Vision. Zentrum Operative Medizin 2004. Heidelberg 2004.
- Immuntherapie. Springer, Berlin 2005.
- mit Heinz-Jochen Gassel: Krankenhaus der Zukunft. Heidelberg 2006.
- mit Heinz-Jochen Gassel (Hrsg.): Krankenhaus der Zukunft. Kaden, Heidelberg 2006, ISBN 978-3-922777-73-1.
- Der Chirurg Erich Lexer (1867–1937). Kaden, Heidelberg 2007.
- mit A. Wierlemann, W. Klein-Langner und E. Deltz: The life and times of  Philipp Franz von Siebold. In: Surgery Today. Band 39, 2009, S. 275–280 (Digitalisat).
- Reflexionen zur chirurgischen Laufbahn: Gegenwart und Zukunft der Chirurgie. In Medizinhistorische Mitteilungen. Zeitschrift für Wissenschaftsgeschichte und Fachprosaforschung. Band 36/37, 2017/2018 (2021), S. 231–252.